# Mission sui juris Turks- und Caicosinseln
Die Mission sui juris Turks- und Caicosinseln (lat.: Missio sui iuris Turcensium et Caicensium) ist eine römisch-katholische Mission sui juris mit Sitz im Cockburn Town auf den Turks- und Caicosinseln, einem Britischen Überseegebiet im Atlantischen Ozean.
Die Mission sui juris wurde am 10. Juni 1984 vom Erzbistum  Nassau abgetrennt, dem es bis heute als Suffragan untersteht. Seit 1998 gibt es auch eine enge Zusammenarbeit mit dem Erzbistum Newark, dessen Erzbischöfe auch Superiore sind.

## Superiore
- Lawrence Aloysius Burke SJ (1984–1998)
- Theodore McCarrick (1998–2000)
- John Joseph Myers (2001–2016)
- Joseph William Kardinal Tobin CSsR (seit 2016)

## Pfarreien
Auf den Turks- und Caicosinseln gibt es zwei Pfarreien:
- Our Lady of Divine Providence in Five Cays auf der Insel Providenciales unter der Leitung von Peter Baldacchino
- Holy Cross in Cockburn Town unter der Leitung von Jose Amante Abalon

Auf der Insel South Caicos gibt es noch eine Kapelle.